# 露出狂 (戯曲)
『露出狂』（ろしゅつきょう）は、劇団「柿喰う客」の全ての作品の作・演出を手掛ける中屋敷法仁作の舞台作品である。柿喰う客第16回公演として、2010年5月19日に東京・王子小劇場にて初演された。2010年度佐藤佐吉賞最優秀作品賞受賞作。

## 概要
中屋敷が「俳優の魅力が“露出”する舞台を創りたい！」と強い想いから生み出された。劇団「柿喰う客」の公演では女子高校・オール女性キャスト、パルコ・プロデュース公演では男子高校・オール男性キャストで上演された。初演時には、2010年の王子小劇場で1年間に上演されたすべての公演を対象に選出される「佐藤佐吉賞」の最優秀作品賞を受賞。熊川ふみが最優秀主演女優賞を受賞している。

## あらすじ
新興強豪校・高天原高校サッカー部（柿喰う客版では女子サッカー部、パルコ版では男子サッカー部）に入学した「佐反町」「白峰」「比留」の3人は、圧倒的な実力ゆえに入部早々先輩部員と対立する。同じ1年生の「御器」も含めた4人で退部を賭けて上級生と真剣試合をした結果、あっさり勝利を収めてしまい、高天原高校サッカー部は4人の1年生だけで再出発することになる。

## 登場人物
すべて名前の一部に生き物の名前が盛り込まれているのが特徴。それぞれのキャラクターにキャッチフレーズが付いている。
最強の1期生
御器（ゴキ）質実剛健！不屈のリベロ！」
佐反町（サソリマチ）「喧嘩上等！フィールドの狂犬！」
白峰（シラミネ）「頭脳明晰！静かなるゲームメイカー！」
比留（ヒル）「予測不能！天才トリックスター！」
蔵毛（クラゲ）「笑う敏腕 マネージャー！」

波乱の2期生
野宮（ノミヤ）「恋する暴走ファンタジスタ！」
蒲郡（ガマゴオリ）「大地を揺さぶるスーパーサブ！」
葉枝（ハエダ）「炎のオフサイドマイスター！」
氏川（ウジカワ）「小悪魔ひよっこサイドバック！」、(2016年PARCO版)「やんちゃな汎庸サイドバック！」
真今井（マイマイ）「半ベソ新米マネージャー！」

驚愕の3期生
羽生（ハブ）「嵐を巻き起こす万能ルーキー！」
香森（コウモリ）「浪花のハーフタイムプレイヤー！」、(2016年PARCO版)「軽薄なフリーキックの魔術師！」
九門（クモン）「フロリダのシャドーストライカー！」、(2016年PARCO版)「敵を欺くシャドーストライカー！」
宇津保（ウツボ）「大胆不敵なサッカーサイボーグ！」、(2016年PARCO版)「正確無比なサッカーコンピューター！」

## 公演情報

### 柿喰う客初演
公演日程・場所
- 2010年5月19日 - 31日、王子小劇場
- 2010年6月4日 - 8日、精華小劇場

作・演出
- 中屋敷法仁（柿喰う客）

キャスト
- 御器：熊川ふみ（範宙遊泳）
- 佐反町：コロ（柿喰う客）
- 白峰：新良エツ子
- 比留：深谷由梨香（柿喰う客）
- 蔵毛：岡田あがさ
- 蒲郡：梨澤慧以子
- 野宮：右手愛美
- 葉枝：佐藤みゆき（こゆび侍）
- 氏川：細野今日子（劇団競泳水着）
- 真今井：山脇唯（ヨーロッパ企画）
- 羽生：佐賀モトキ
- 香森：山本真由美
- 九門：八木菜々花
- 宇津保：七味まゆ味（柿喰う客）

### パルコ・プロデュース初演
公演日程・場所
- 2012年7月26日 - 8月4日、PARCO劇場
- 2012年8月27日、日本特殊陶業市民会館 ビレッジホール（名古屋市民会館 中ホール）
- 2012年8月29日、森ノ宮ピロティホール

作・演出
- 中屋敷法仁（柿喰う客）

キャスト
- 御器：柄本時生
- 佐反町：遠藤要
- 白峰：畑中しんじろう
- 比留：入野自由
- 蔵毛：玉置玲央
- 蒲郡：板橋駿谷
- 野宮：間宮祥太朗
- 葉枝：孔大維
- 氏川：磯村洋祐
- 真今井：松田凌
- 羽生：森崎ウィン
- 香森：稲葉友
- 九門：永島敬三
- 宇津保：遠山悠介

### 柿喰う客2016年版
公演日程・場所
- 2016年6月2日 - 26日、花まる学習会王子小劇場
  - 柿喰う客フェスティバル2016での上演作のうちのひとつ。

作・演出
- 中屋敷法仁（柿喰う客）

キャスト
- 御器：長尾友里花（柿喰う客）
- 佐反町：七味まゆ味（柿喰う客）
- 白峰：葉丸あすか（柿喰う客）
- 比留：福井夏（柿喰う客）
- 蔵毛：加藤紗希（ビルヂング）
- 蒲郡：藤咲ともみ
- 野宮：清水みさと
- 葉枝：山口ルツコ
- 氏川：髙嶋佑香
- 真今井：松永渚
- 羽生：西村由花
- 香森：角島美緒
- 九門：太田ナツキ
- 宇津保：松原由希子（匿名劇壇）

### パルコ・プロデュース2016年版
公演日程・場所
- 2016年9月30日 - 10月10日、Zeppブルーシアター六本木

作・演出
- 中屋敷法仁（柿喰う客）

キャスト
- 32名のキャストから14名で3チーム編成（一部ダブルキャスト）

- チーム狂は23歳以下の俳優だけによるチーム

| 役名   | チーム露（あらわ） | チーム出（いずる） | チーム狂（くるう） |
| ------ | ------------------ | ------------------ | ------------------ |
| 御器   | 小沢道成           | 市川知宏           | 石賀和輝           |
| 佐反町 | 市川知宏           | 陳内将             | 赤楚衛二           |
| 白峰   | 陳内将             | 永島敬三           | 小松直樹           |
| 比留   | 鈴木勝大           | 小沢道成           | 佐藤信長           |
| 蔵毛   | 永島敬三           | 高良亘             | 髙橋里恩           |
| 蒲郡   | 松井薫平           | 畠山遼             | 井澤巧麻           |
| 野宮   | 砂原健佑           | 坂口涼太郎         | 井藤瞬             |
| 葉枝   | 赤楚衛二           | 見雪太亮           | 菊池修司           |
| 氏川   | 川合諒             | 佐藤信長           | 飛葉大樹           |
| 真今井 | 渋谷謙人           | 小野一貴           | 三原大樹           |
| 羽生   | 小松直樹           | 松井勇歩           | 鈴木翔吾           |
| 香森   | 井藤瞬             | ケイン鈴木         | 中山龍也           |
| 九門   | 紺野真             | 石賀和輝           | 池本啓太           |
| 宇津保 | 田中穂先           | 三原大樹           | 三永武明           |

### 劇団アカズノマ 旗揚げ公演
公演日程・場所
- 2018年4月12日 - 15日、ABCホール
  - 石塚朱莉（NMB48）がプロデュースする劇団アカズノマの旗揚げ公演。
  - 衣裳を山尾梨奈（NMB48）が担当

作
- 中屋敷法仁（柿喰う客）

演出
- 七味まゆ味（柿喰う客）

キャスト
- 1公演だけ配役をシャッフルした「乱痴気公演」を開催
- 当初キャスティングされていた岡田あがさが体調不良を理由に降板、深谷由梨香(柿喰う客)と交代

| 役名   | 通常公演                           | 乱痴気公演                         |
| ------ | ---------------------------------- | ---------------------------------- |
| 御器   | 石塚朱莉（NMB48）                  | 古賀成美（NMB48）                  |
| 佐反町 | 長尾友里花（柿喰う客）             | 七味まゆ味（柿喰う客）             |
| 白峰   | るりこ                             | 兵頭祐香                           |
| 比留   | 中村るみ                           | 石塚朱莉（NMB48）                  |
| 蔵毛   | あがぺる（なりそこないプリンセス） | 新名希弥                           |
| 蒲郡   | 新名希弥                           | 山本奈臣実（吉本新喜劇）           |
| 野宮   | 水川華奈                           | 高安智美（劇団壱劇屋）             |
| 葉枝   | あだちせり                         | 水川華奈                           |
| 氏川   | 古賀成美（NMB48）                  | るりこ                             |
| 真今井 | 高安智美（劇団壱劇屋）             | あだちせり                         |
| 羽生   | 山本奈臣実（吉本新喜劇）           | 長尾友里花（柿喰う客）             |
| 香森   | 深谷由梨香（柿喰う客）             | 中村るみ                           |
| 九門   | 兵頭祐香                           | あがぺる（なりそこないプリンセス） |
| 宇津保 | 七味まゆ味（柿喰う客）             | 深谷由梨香（柿喰う客）             |

## 関連作品
コミカライズ（2016年7月）
- 漫画：博士
- 原作：中屋敷法仁